# Historia del Club Deportivo Badajoz

## Antecedentes (1905-2012)

### Fundación y primeros años
El C.D. Badajoz, se fundó el 15 de agosto de 1905, con el nombre de Sporting Club del Liceo, conformado en sus inicios por jóvenes aficionados al fútbol del Liceo Artístico y Literario de la ciudad -Sociedad cultural fundada en la temprana fecha de 1843 por miembros de la Real Sociedad Económica de Amigos del País de Badajoz-, deporte que se venía practicando con asiduidad, al menos, desde 1899, por otra histórica Sociedad, el Gran Gimnasio de Badajoz. De esta forma, se configuró uno de los conjuntos deportivo más antiguo de Extremadura y uno de los equipos más antiguos del fútbol español.
Inicialmente su actividad se limitaba a participar en enfrentamientos amistosos con equipos de la zona, sobre todo con equipos militares como los de Cáceres, Mérida o Plasencia, y portugueses de Elvas, Portalegre, Évora y Lisboa. Ya en 1910 se inscribe en la recién creada Federación Española de Clubs de Foot-ball, precedente de la Real Federación Española de Fútbol, junto a otros clubes como FC Barcelona, Vigo FC, Tarragona FC, Pamplona, Sociedad Gimnástica Española, Irún SC, Real Fortuna de Vigo, el Club Español de Madrid y el Comercial Foot-ball Club, este último también de la ciudad de Badajoz. Intervenía entonces ya en diversos campeonatos oficiales de carácter regional o la Copa Federación Sur. Es preciso destacar la figura de Don Miguel Ávila, presidente a la vez que entrenador del club durante los primeros años.
El club se convirtió en miembro de la liga cuando Francisco Fernández Marquesta (Conde de la Torre del Fresno), uno de los grandes mecenas del Club, legó al equipo el Estadio El Vivero , en 1931, terreno que ya utilizaba en "usufructo" desde 1917 -año en el que se construyeron unos sencillos pero interesantes vestuarios de estilo Neogótico, derribados recientemente-. El 13 de mayo de 1909, se había inaugurado este mítico campo de fútbol con un partido internacional, que enfrentó al Badajoz -llamado entonces Club Sportivo Pacense y que vestía indumentaria totalmente blanca con las iniciales del club en rojo- y al Club Internacional de Lisboa, campeón de Portugal.
En 1915 adopta la indumentaria actual, con camiseta de franjas verticales blanquinegras, pantalón blanco y medias negras, bajo la denominación de Sport Club Badajoz, contando entre sus filas con legendarios jugadores como Doncel, Márquez, Matita y Moratinos.
En 1936 los dos clubes más importantes entonces de la ciudad y de la región, Sport Club Badajoz y Racing Club, unen sus fuerzas para lograr el ansiado ascenso a la Segunda División, manteniéndose la antigüedad del primero (1905), bajo la denominación de Badajoz Foot-ball Club. Se formó una directiva mixta y un equipo con jugadores de ambos clubes, vistiendo temporalmente una camiseta azul, con el escudo de la ciudad de dos leones. La empresa fue efímera, viéndose truncada por el inicio, ese mismo año, de la Guerra Civil española. En 1939 recupera el antiguo e histórico nombre de Sport Club Badajoz y los simbólicos colores blanquinegros, adoptando el 21 de enero de 1941 el nombre de Club Deportivo Badajoz -traducción literal del anterior-, en cumplimiento de la nueva Ley estatal que prohibía el uso de extranjerismos.
En 1943 la RFEF decide reestructurar la Tercera División dándole más auge con la inclusión de clubs pertenecientes a capitales de provincia o ciudades importantes, compitiendo el club pacense en el Grupo VI junto a clubs de su región y de la Federación Castellana, un binomio que se mantiene hasta la temporada 45/46. En la sesión 43/44 es subcampeón tras el C.D. Cacereño, alcanzando el Campeonato en la siguiente edición 44/45 lo cual le permite jugar la Fase Intermedia para ascender a Segunda División. En esta es cuarto y cae eliminado. En la temporada 45/46 repite título pero en la Fase Intermedia es sexto y último. Desde aquí hasta el final de la década, aunque se confeccionan buenas plantillas, el club no vuelve a entrar en una Promoción de Ascenso y se mantiene plácidamente en Tercera Divisisón.
Tan deseado momento y objetivo llega en la campaña 52/53 de la mano del entrenador Pepe Sierra. Con un equipo totalmente nuevo y siendo presidente Francisco Reina son Campeones del Grupo IV consiguiendo el ascenso directo a Segunda División. Con este ascenso se inicia la primera época de esplendor del club pacense, pues siete serán las temporadas consecutivas en las que milita en la categoría de plata. Encuadrado en el Grupo II de la Segunda División, el club blanquinegro se adapta rápidamente a la categoría y no pasa apuros en la misma durante sus primeras campañas, consiguiendo establecerse en la zona media y destacando la sesión 56/57 en que termina séptimo clasificado. Es en la temporada 58/59 cuando sufre su primer susto al quedar decimocuarto y tener que disputar una Promoción de Permanencia con un club de Tercera División. El rival es el gaditano Jerez C.D., con quien empata 0-0 en la ida y derrota por 4-0 en El Vivero. En la siguiente campaña 59/60, el C.D. Badajoz cae irremediablemente en desgracia y finaliza decimosexto y último clasificado, descendiendo a Tercera División.

### Ascenso a Segunda División y Época Dorada
El final de la década de los ochenta transcurre con campañas cercanas al ascenso a Segunda División, como el subcampeonato de la sesión 87/88, pero no es hasta los recién estrenados noventa cuando empieza a mostrar sus aspiraciones reales. Así pues en la campaña 90/91 es meritoriamente Campeón de su grupo de Segunda División B, con Félix Castillo en la presidencia, pero en la Promoción de Ascenso no tiene excesiva fortuna y es superado por la SD Compostela, quedando atrás CD Alcoyano y Deportivo Alavés. Será en la siguiente temporada 91/92 cuando consiga ascender a Segunda División A, al ser segundo en su grupo, dirigidos por Rogelio Palomo en su sexta campaña consecutiva al frente del equipo, y superar en la Promoción a: Cartagena FC (equipo al que derrotó en la última jornada por 5-1 culminándose así el ascenso), Deportivo Alavés y Real Sporting de Gijón “B”.
Con este ascenso, el C.D. Badajoz inicia la segunda época de esplendor en su historia que se ve respaldada con once campañas consecutivas en la división de plata. Volviendo a la categoría profesional con Paco Herrera a los mandos del equipo en la temporada 92/93, destacan en este periodo las temporadas 95/96, siendo entrenador el británico Colin Addison en la que se alcanza un meritorio sexto puesto y casi se roza con la punta de los dedos la Primera División al empatar a 62 puntos con el C.F. Extremadura, quinto clasificado y que a la postre ascendería en la Promoción, repitiendo la 96/97 con Antonio Maceda como técnico y quedando de nuevo sexto por tercera vez consecutiva la sesión 97/98, esta vez bajo las órdenes de Miguel Ángel Lotina. Durante este periodo cabe reseñar la transformación en Sociedad Anónima Deportiva efectuada en 1994, con un capital social de 113 millones de pesetas y cambiando la sociedad a Club Deportivo Badajoz, S.A.D.. El cierre a este glorioso ciclo viene con la temporada 02/03 en la que se es último con veinticuatro derrotas y con un club endeudado ante los grandes dispendios realizados en los años anteriores para conservar la categoría de plata.
Durante la década de los 90, la época dorada de la historia del club hasta la fecha, bajo la presidencia del exfutbolista pacense Adelardo Rodríguez, fue comprado al Grupo Bahía por la entidad EsfingeXX , siendo su administrador el presentador argentino Marcelo Tinelli. Durante el corto mandato de Tinelli el club obtuvo una repercusión internacional, especialmente en iberoamérica, y registró las mayores cifras de abonados de su historia (5.600 en la temporada 98/99, siendo el récord anterior a finales de los setenta, con Carlos Uriarte de presidente y 4.800 abonados). En agosto de ese año el equipo debutó en Segunda con varios jugadores conocidos como David Bisconti, Mancuso, Alejandro Limia, Martín Romagnoli, Giustozzi, Ezequiel Castillo, Mauricio López, los hermanos Fernando y Patricio D'Amico o el brasileño Luis Fernando. A su vez, el cuerpo técnico estaba compuesto por Toti Iglesias e Hilario Bravi. Y hasta la marca Topper se hizo un lugar en el proyecto para vestir al club albinegro y la italiana Parmalat para patrocinarlo.

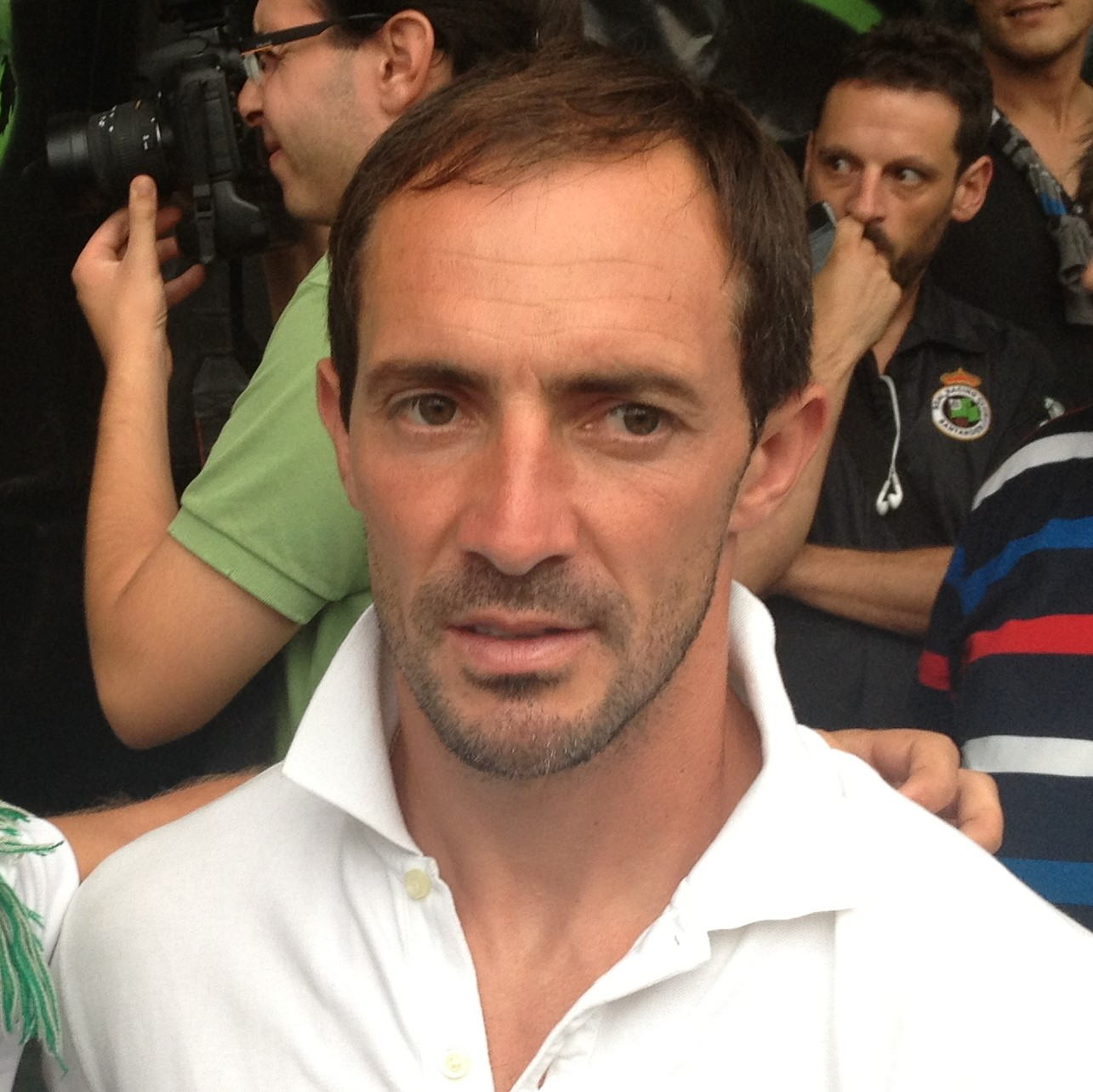
Pedro Munitis, jugador del CD Badajoz en la temporada 1997-98

En ese momento la expectativa y el sueño era enorme, más aún porque sonaban con insistencia los nombres de Jorge Burruchaga y Claudio Paul Caniggia para reforzar el mediocampo y el ataque, e incluso Diego Armando Maradona para inaugurar el Estadio Nuevo Vivero. Sin embargo ellos jamás llegaron.
La aventura argentina del Club Deportivo Badajoz terminó, dos temporadas más tarde, con el abandono del proyecto por parte de su dueño y la cesión del club al abogado oscense Javier Tebas y la posterior venta al empresario portugués Antonio Barradas, bajo la presidencia del cual el club descendió de Segunda División a Segunda división B en la temporada 2002-2003.
En la temporada 2003-2004, a las órdenes de Felines primero y Juanma Generelo en el último tramo de la temporada, el equipo se clasificó para jugar la liguilla de ascenso a Segunda división. Aunque llegó con opciones al último partido del Grupo B integrado por Pontevedra,  Lorca y Mirandés, finalmente no consiguió el ascenso de categoría. En la temporada 2004-2005 estuvo cercana su desaparición, pero la voluntad de sus fieles seguidores, hicieron que el club mantuviese su identidad y continuara su camino haciendo del Club Deportivo Badajoz un club centenario; y hasta hoy alma y corazón del fútbol de la capital pacense.
De este modo, En la temporada 2005-2006 celebró su centenario bajo la dirección de su dueño Eloy Guerrero, y de la mano deportiva de Nene Montero. Con motivo de los cien años de historia el club presenta el logo-símbolo del centenario y una nueva versión de su himno, a cargo de la banda pacense Veinte:30. El 4 de abril de 2006 una delegación del Club Deportivo Badajoz fue recibida en audiencia oficial en el Palacio de la Zarzuela por S.A.R. el Príncipe de Asturias, con motivo de la celebración del centenario del club. Los actos del centenario del Club Deportivo Badajoz culminan con un partido en el que se enfrenta al Sevilla CF, flamante campeón de UEFA, y en el que el club pacense vence por 3 goles a cero.
El día 31 de julio del año 2006 siendo máximo accionista Eloy Guerrero y siendo alcalde de la ciudad Miguel Celdrán, el C.D. Badajoz desciende a Tercera división tras no pagar en el plazo impuesto por la AFE a los jugadores. Unos pocos aficionados se reunieron a las 20:00 en los aledaños del Estadio Nuevo Vivero con la esperanza de que el Badajoz se salvara, pero no fue así. Sobre las 22 horas, Eloy Guerrero confirmaba a los allí presentes que no haría frente a la deuda contraída con los jugadores y que por tanto se vería abocado al descenso, como así se confirmó a las 0:00 del día 1 de agosto de 2006.
Una vez en Tercera, Eloy Guerrero llega a un acuerdo para la compraventa del C.D. Badajoz con el empresario y presidente de AD Cerro de Reyes, Antonio Olivera Méndez "Cachola". Pero por diversos problemas ese acuerdo no se hace efectivo y las dos partes se enfrentan en un largo proceso legal que finalmente se cierra con la desestimación del acuerdo y la propiedad vuelve a Eloy Guerrero. Durante ese vacío de poder por la disputa entre los dos empresarios los aficionados se organizan en la asociación Ambición Blanquinegra y llegan a un acuerdo con Eloy Guerrero para gestionar del club durante dos años
A principios de la temporada 2008-09, Eloy Guerrero llega a un acuerdo con un grupo de personas relacionadas con el deporte para que se hagan cargo de la gestión del club durante 3 temporadas, con Antonio Guevara como presidente de la Gestora.
En el año 2008 el club tuvo su reconocimiento nacional con la concesión, por parte de la Secretaría de Estado para el Deporte de la Placa de Plata de la Real Orden del Mérito Deportivo con motivo de su centenario y de una larga y fructífera trayectoria en la formación deportiva.
La temporada 2008-09 fue la de la ilusión y desilusión. El C.D. Badajoz se mantuvo siempre entre los equipos con derecho a jugar la fase de ascenso mientras  Job entrenó al equipo, a mitad de temporada, y por motivos aún desconocidos, se le cesa y con la llegada de Fael el equipo cae a pique, quedando finalmente en 5ª posición, fuera de la eliminatoria de ascenso a segunda B.
También en el año 2009, la Asociación Extremeña Argentina nombró padrino de dicha institución al Club Deportivo Badajoz, en señal de gratitud por el apoyo que el club ofreció al equipo de fútbol de esa asociación llamado Real Extremadura y que viste la camiseta del C.D. Badajoz con su mismo escudo.
Para la temporada 2009-10 se fichó a Adolfo Muñoz como entrenador, proveniente del Sporting Villanueva Promesas. Tras algunas dudas iniciales acerca de la continuidad del proyecto, finalmente el equipo sale a competir una temporada más.
En esta nueva temporada se produce un cambio accionarial, Eloy Guerrero vende sus acciones a un grupo de gestión de empresarios relacionados con el fútbol encabezados por el empresario Carlos Uriarte, quien ya fuera presidente en las temporadas de 1979 a 1982. Además, como personas importantes en el club, entran inicialmente Jaume Llauradó, José Luis Burgueña y el exciclista profesional Mauro Gianetti, encargado del área de marketing del club. De nuevo la afición pacense encuentra motivos para la ilusión.
Finalizada la temporada, en la liga regular batió récords, siendo el club en categorías nacionales con mejores registros, con 101 puntos y 109 goles a favor. Campeón indiscutible del Grupo 14 de la Tercera División, disputó la Promoción de ascenso a Segunda B enfrentándose al Atlético Mancha Real, campeón del Grupo 9 de Tercera División, en eliminatoria a ida y vuelta. Tras perder por 2 goles a 1 en el partido de ida, en la vuelta disputada en el  Nuevo Vivero ante más de diez mil espectadores consiguió vencer por 1 a 0 con gol de Ruby en la ejecución de un "penalti" cometido sobre Tete, logrando el ascenso y llevando el delirio a las gradas y las calles de la capital pacense. Comienza así una nueva y esperanzadora etapa en la longeva historia del decano del fútbol en Extremadura.
Durante la temporada 2010/2011, tras un año difícil, el equipo consiguió mantenerse en la categoría de Segunda División "B" en la última jornada de liga, al ganar al Universidad Las Palmas por 1-0 con gol, en el minuto 73, de Juan Carlos Ortiz. En el transcurso de esta misma temporada el club se acoge a la Ley Concursal mediante concurso voluntario de acreedores con el fin de mitigar la deuda que lastra la economía de la entidad y condiciona su potencial deportivo. Dicha deuda está estimada en torno a los 8 millones de Euros.

### Etapa oscura: desaparece la Sociedad Anónima tras 107 años
Durante la temporada 2011/2012 el club logró salvarse del descenso a 3ª División a falta de 2 jornadas, fue una temporada marcada por problemas institucionales, deportivos y económicos que dieron lugar a diversos motines de jugadores en el vestuario y el entrenador por retrasos en los pagos de sus nóminas, el entrenador Víctor Torres Mestre fue el primero en abandonar el barco tras una rueda de prensa bochornosa a mitad de temporada, le sustituyó su segundo, Moíses Artega que en ningún momento estuvo a la altura del club y encadeno una racha de derrotas históricas, abocando al club a la lucha por la permanencia, finalmente fue cesado a 5 jornadas del final, y fue sustituido por Alberto Monteagudo que logró al llegar enderezar el rumbo del equipo, consiguiendo cuatro victorias en los últimos cinco partidos, logrando la permanencia a falta de dos jornadas del final y firmar un fin de temporada tranquilo.
La temporada finalizaba bien, con el objetivo cumplido, pero el club se jugaba algo más en ese concurso de acreedores, se jugaba la supervivencia, todo dependía de dicho acuerdo que se daría a conocer el 19 de junio, la afición se volcó con varias manifestaciones en apoyo al club, pero las instituciones ya le había dado la espalda, el 19 de junio de 2012 se dictaba sentencia, Hacienda y Seguridad Social rechazaban el concurso, evitando la firma del convenio y se decretaba la liquidación del club, sentencia que sentó precedentes ya que hasta la fecha ningún club del fútbol español se le había rechazado dicho convenio, Hacienda y Seguridad Social acababan con un club Histórico, que poco a poco se iba muriendo, ponían fin a 107 años de Historia, al Decano del Fútbol Extremeño, produciendo una gran conmoción y tristeza en la ciudad. La Plataforma de aficionados Club Deportivo Badajoz Historia Viva, peleó todo lo posible por mantener vivo el club, se organizaron manifestaciones a las puertas del Ayuntamiento, pero de nada sirvió ya, la propiedad en manos de Carlos Uriarte e Íñigo Landa decidió no seguir adelante y tomó la decisión de no inscribir al equipo en 2ª B, ni pagar lo que adeudaba a los jugadores y empleados, ya que la orden de liquidación pesaba demasiado para salir a competir y por miedo a que se liquidara el club a mitad de temporada, finalmente el Club Deportivo Badajoz SAD dejaba de existir, y con él, la ciudad de Badajoz perdía a su equipo de fútbol más querido y representativo.
De esta forma, se extinguía mercantilmente el decano del fútbol extremeño, aunque no sentimentalmente; pues rápidamente su masa social, a través de la plataforma "Historia Viva", pusieron los medios para refundarlo con un nuevo proyecto que mantuviera sus mismos símbolos y distintivos oficiales.

## Se funda un nuevo Club Deportivo Badajoz
Durante el verano de 2012, cuando era reciente la resolución de liquidación de la Sociedad Anónima Deportiva del Club Deportivo Badajoz, sectores activos de la afición —organizaciones cívicas para la defensa del club como la plataforma "Historia Viva", algunos miembros de la asociación "Ambición Blanquinegra", peñas y aficionados— decidieron registrar al Club Deportivo Badajoz 1905 para continuar con un sentir que trascendía de ser una mera vinculación a un club de fútbol. 1905 hace referencia a la fecha de fundación Sporting Club del Liceo el 15 de agosto de ese año. De esta forma, se heredaba su adhesión social y el sentimiento característico de la centenaria entidad.
Así comenzó el 26 de julio de 2012 un proyecto deportivo nuevo en la ciudad de Badajoz que continuó la centenaria historia del fútbol en la ciudad y recogió la herencia social y simbólica del Club Deportivo Badajoz. Surgió desde la afición para el disfrute de los aficionados al fútbol en Badajoz y para la propia ciudad.
El proyecto tenía como misión dar continuidad al CD Badajoz, desaparecido mercantilmente pero no sentimentalmente, con un nuevo proyecto basado en la práctica del fútbol en sus categorías inferiores masculinas y femeninas como forma de transmisión de los valores del club: humildad, hermandad, esfuerzo, nobleza y deportividad y su unión total con la ciudad.
La primera plantilla del «Club Deportivo Badajoz 1905» comenzó a competir en la temporada 2012-2013 en la categoría amateur de Primera Regional de Extremadura, con el firme objetivo de ascender y retornar a categoría nacional.
La acogida del nuevo proyecto por parte de la ciudadanía pacense en la primera temporada resultó un éxito superando la cifra de 1977 abonados, lo que desbordó las expectativas iniciales e hizo que el recinto cedido por el Ayuntamiento para la celebración de sus partidos con aforo para 800 espectadores se quedase pequeño. En noviembre de 2013 el Club Deportivo Badajoz 1905 disputó su primer partido en el estadio municipal Nuevo Vivero, sede del histórico club, frente al E.F. Puebla.
El 26 de mayo de 2013 tras finalizar invicto en liga con 74 puntos y 116 goles a favor, el Badajoz consiguió el ascenso a Regional Preferente de Extremadura al vencer por un contundente 2-0 a la U.D. Fornacense en los playoffs de ascenso ante más de 4.000 espectadores en el Estadio Nuevo Vivero.
La nueva sociedad adquirió los derechos sobre el escudo, la marca y el distintivo histórico del Club Deportivo Badajoz para recuperar así su nombre original y señas de identidad, así como los trofeos y resto de bienes en subasta pública, previa a la liquidación de la Sociedad Anónima Deportiva Club Deportivo Badajoz (club con el número federativo 1001 fundado en 1905, extinto en 2012 y extinguiendo su personalidad jurídica en 2016). Actualmente, al recuperar su distintivo histórico, himno, trofeos y señas de identidad, mantiene el mismo escudo y el mismo nombre, además de la misma indumentaria, del que fue decano del fútbol extremeño: el Club Deportivo Badajoz (fundado en 1905).
Esa misma temporada, tras proclamarse campeón del grupo II de la Primera Regional Preferente, el equipo disputó la fase de ascenso. En la primera eliminatoria se midió al Aceuchal, venció por 3-4 en aquella localidad y cayó derrotado en casa por 1-2; merced al valor doble de los goles en campo contrario pasó la primera eliminatoria; quedó emparejado en la segunda ronda contra la Unión Cultural La Estrella. En el partido de ida el CD Badajoz 1905 venció 2-3 en Los Santos de Maimona con un gol del delantero Uva en las postrimerías del partido. El 15 de junio de 2014, con un Nuevo Vivero lleno, el equipo venció por 3-0 con un hat trick de su delantero David Copito y consiguió de esta manera el ascenso a la Tercera División.
En los tres años que duró su travesía por la Tercera División, consiguió clasificarse para todas las promociones de ascenso. En la temporada 2014-15 cayó en primera ronda contra el Real Murcia Imperial por el valor doble de los goles recibidos en el partido de ida. En la siguiente campaña también fue eliminado en primera ronda, esta vez por los gallegos del Club Deportivo Choco por un resultado global de 4-3. Ya en la temporada 2016-17 se produjo el ansiado ascenso a Segunda B, tras superar en las tres eliminatorias de la promoción al Bergantiños Fútbol Club, al Antequera Club de Fútbol y finalmente al campeón del grupo riojano, el Club Deportivo Calahorra.
La primera temporada en Segunda B fue un auténtico calvario. Tras navegar gran parte de la primera vuelta en posiciones de descenso, el equipo experimentó una leve mejoría que le permitió salir temporalmente del pozo. No obstante, se llegó a la última jornada de liga solo dos puntos por encima del descenso y únicamente uno por encima de la promoción, por lo que el club se jugaba todas sus cartas en el partido final en casa contra el Lorca Deportiva. Un solitario gol de Juan Ramón Ruano tras el descanso confirmó la permanencia de los pacenses haciendo estallar de júbilo al Nuevo Vivero.
En su temporada de consolidación en la categoría, los resultados empezaron con la misma tónica. En la jornada 16 el equipo se encontraba solo tres puntos por encima de la promoción de descenso. Pero una gran segunda vuelta que incluyó siete victorias consecutivas en el tramo final llevaron en volandas al equipo hasta la clasificación para la promoción de ascenso a Segunda División. En la primera eliminatoria del playoff, la Unión Deportiva Logroñés tomó ventaja ganando 0-1 en el Nuevo Vivero, pero en el partido de vuelta en Las Gaunas, el Club Deportivo Badajoz consiguió situarse 1-2 en el minuto 30, lo que le hubiera dado el pase a la siguiente ronda. Finalmente dos goles más de los riojanos les otorgó la clasificación para esa eliminatoria. 
La campaña siguiente empezó con la misma tónica de buenos resultados, el club se aúpa a las posiciones de promoción tras la tercera jornada y finaliza la temporada regular en tercera posición, logrando la clasificación de nuevo a la promoción para el ascenso a Segunda. En la primera ronda, vence al Bilbao Athletic en los penaltis tras empatar 1-1 y avanza hasta los cuartos de final, en los que, a pesar de realizar un buen partido, pierde en la tanda de penaltis contra el Barcelona Atlètic por 5 a 3. El mayor éxito de esta temporada fue el desempeño del club en la Copa del Rey, en la que alcanza los octavos de final tras haber vencido a equipos como Las Palmas o Eibar, pero cae contra el Granada CF por 3-2 tras haber logrado forzar la prórroga en el último minuto del partido.
Al año siguiente, jugaría en la última Segunda División B de la historia. La supresión de descensos en la temporada anterior debido a la Pandemia de COVID-19 en España hizo que la temporada contase con una ampliación de la categoría a ciento dos equipos divididos en cinco grupos y divididos a su vez en dos subgrupos, donde los 4 mejores equipos ascenderían a Segunda División tras dos partidos disputados entre los tres primeros clasificados de cada uno de los cinco grupos.
El Club Deportivo Badajoz hizo la mejor campaña de su historia tanto en la primera fase como en la segunda logrando ser el campeón de su grupo y además siendo su coeficiente el mejor de los 102 participantes.
En el primer partido el Club Deportivo Badajoz se enfrentó al Zamora CF en el Estadio Francisco de la Hera de Almendralejo y la victoria fue para el equipo pacense por 2-0.En el siguiente y definitivo partido para el ascenso el sorteo quiso que el equipo jugara en casa, en el Nuevo Vivero frente a la S. D. Amorebieta. El Club Deportivo Badajoz que no había perdido en toda la temporada en su estadio, con su afición y con un empate le hubiera sido suficiente para ascender pero cayó derrotado por 0-1 en una noche aciaga para la parroquia blanquinegra.
Fue noticia incluso a nivel nacional las colas durante varios días ante las taquillas del Nuevo Vivero para adquirir entradas para los partidos del equipo pacense.
En esta misma temporada 20/21, se completó la conversión en Sociedad anónima deportiva del Club, se continuó con la mejora del Nuevo Vivero con cambio de asientos, cambio de césped, pintura interior y exterior, nombramiento de las 15 puertas del estadio con 15 jugadores históricos del Club, cerramiento del foso, remodelación de vestuarios, nuevo gimnasio, lavandería, entrada a vestuarios, nueva sala de prensa, videomarcador, megafonía, tienda oficial, radio del club, etc.
El 27 de julio de 2021 el que fuera en aquel momento el presidente de la entidad, Joaquín Parra, fue detenido acusado de defraudar 13 millones de euros mediante la empresa de gasolineras a la que estaba vinculado. Según la investigación realizada por la Guardia Civil y la Agencia Tributaria 3 millones de euros procedentes del fraude fiscal se invirtieron en la reforma del estadio. Con el presidente en la cárcel, el club se vio obligado a afrontar la temporada 2021/22 con serios problemas económicos que cada vez irían a más al no haber nadie que aportase el dinero necesario para pagar las nóminas de jugadores y cuerpo técnico, esto provocó que en mayo de 2022, mientras aún se negociaba la venta de la propiedad, el conjunto blanquinegro entrara en preconcurso de acreedores. A principios del año la empresa Lanuspe SL llegaría a la capital pacense con la intención de comprar el club pero no sería hasta junio del mismo año cuando por fin lograrían la firma de Parra desde prisión que autorizase el traspaso de poderes. Finalmente el 23 de junio de 2022 se anunció el nuevo consejo de administración del club encabezado por el mexicano José Luis Orantes con el objetivo de dar estabilidad al equipo. En lo deportivo el club pacense lograría acabar la temporada en novena posición quedándose fuera de los puestos de promoción de ascenso a Segunda División tras no vencer en los últimos cuatro encuentros de liga.
En febrero de 2023 el grupo mexicano Atlantic Capital, perteneciente a José Luis Orantes, compró el paquete accionarial de la familia Oliver siendo desde entonces propietario del 100% de Lanuspe y asumiendo así la administración total del club. Posteriormente los dueños de la entidad anunciarían la llegada de nuevos inversores mexicanos al club.
La temporada 2022-23 comenzaría con una victoria ante la Cultural Leonesa por 0-1 pero los malos resultados de las jornadas posteriores provocaron que Isaac Jové fuera destituido tras finalizar la sexta jornada del campeonato. El club anunciaría la contratación de José María Salmerón que buscaría darle la vuelta a la situación que vivía el conjunto pacense. En su debut lograría la victoria por 2-1 ante la AD Ceuta y más adelante lograría triunfos como la victoria por un gol a cero ante el Deportivo de La Coruña, pero con el paso de las jornadas los buenos resultados volverían a empezar a escasear y tras dos meses sin conocer la victoria el técnico almeriense sería el segundo técnico de la temporada en ser despedido dando paso a David Tenorio que tendría la labor de sacar al equipo del descenso. Con el nuevo entrenador volvieron a llegar buenos resultados y finalmente el Badajoz lograría llegar a la última jornada dependiendo de sí mismo si conseguía los tres puntos para mantener la categoría, el rival sería el Córdoba CF que vencería por 3 goles a 1 al equipo blanquinegro provocando el descenso del Badajoz a Segunda Federación y siendo además el primer descenso de la historia del club desde su refundación en 2012.
El 14 de noviembre de 2023 el juzgado aprobaría el convenio de acreedores que permitiría dar estabilidad a la entidad y poder empezar a pagar la deuda.

## Estadios históricos
- Liceo Artístico (1905-1908).
- Real de la Feria (1908-1915).
- Campo de Santa Marina (1915-1917).
- El Vivero (1917-1998).
- El Nuevo Vivero (desde 1998).

## Denominaciones
- Sporting Club del Liceo (1905-1908).
- Club Sportivo Pacense (1908-1910).
- Badajoz Sporting Club (1910-1915).
- Sport Club Badajoz (1915-1936).
- Badajoz Foot-ball Club (1936-1939).
- Sport Club Badajoz (1939-1941).
- Club Deportivo Badajoz (1941-1992).
- Club Deportivo Badajoz, S.A.D. (1992-2012).
- Club Deportivo Badajoz 1905 (2012-2013).
- Club Deportivo Badajoz, S.A.D. (desde 2013).

## Trayectoria histórica

### Temporadas
- Temporadas en 1.ª: 0
- Temporadas en 2.ª: 20 (ocupa el puesto 32 de 160 equipos, de la Clasificación Histórica).
- Temporadas en 2.ªB: 18.
- Temporadas en 3.ª: 33 (hasta la temporada 1977-78 que se creó la 2.ªB equivalía como tercera categoría del fútbol español).
- Mejor puesto en la LFP: 6º en Segunda División de España (95-96, 96-97 y 97-98).
- Peor puesto en la LFP: 22º en Segunda División de España (02-03).
- Mejor resultado en la Copa de S.M. el Rey: Octavofinalista (93-94, 94-95, 01-02).

### Resumen estadístico
Resumen estadístico hasta 2012.
| Competición                  | P.J. | P.G. | P.E. | P.P. | G.F. | G.C. | Mejor resultado |
| ---------------------------- | ---- | ---- | ---- | ---- | ---- | ---- | --------------- |
|                              |      |      |      |      |      |      |                 |
| Segunda división             | 724  | 238  | 200  | 286  | 845  | 963  | 6º              |
| Segunda división B           | 684  | 291  | 160  | 233  | 862  | 702  | Campeón         |
| Tercera división             | 1032 | 537  | 195  | 300  | 2106 | 1233 | Campeón         |
| Campeonato de España de Copa | ??   | ??   | ??   | ??   | ??   | ??   | 1/8             |
| Total                        | ??   | ??   | ??   | ??   | ??   | ??   | 8 Títulos       |

Nota: En negrita competiciones activas.

## Palmarés

### Palmarés fútbol masculino
| Títulos oficiales | Regionales              | Regionales                      | Regionales                           | Nacionales          | Nacionales | Nacionales | Nacionales            | Nacionales            | Nacionales            | Nacionales | Nacionales | Nacionales   | Nacionales   | Nacionales | Nacionales | Nacionales | Nacionales | Europeos | Europeos | Europeos | Europeos | Europeos | Mundiales | Mundiales | Total |
| Títulos oficiales | Copa Regional Extremeña | Copa de la Federación Extremeña | Copa Presidente Federación Extremeña | Copa Presidente FEF |            |            | Primera División RFEF | Segunda División RFEF | Tercera División RFEF |            |            | 1ª Extremeña | 2ª Extremeña |            |            |            |            |          |          |          |          |          |           |           | Total |
| ----------------- | ----------------------- | ------------------------------- | ------------------------------------ | ------------------- | ---------- | ---------- | --------------------- | --------------------- | --------------------- | ---------- | ---------- | ------------ | ------------ | ---------- | ---------- | ---------- | ---------- | -------- | -------- | -------- | -------- | -------- | --------- | --------- | ----- |
| C.D. Badajoz      | 5                       | 1                               | -                                    | -                   | -          | -          | -                     | -                     | -                     | 1          | 7          | 1            | 1            | -          | -          | -          | -          | -        | -        | -        | -        | -        | -         | -         | 16    |

Nota: Además, nunca ha disputado la Supercopa de Campeones Intercontinentales (UEFA y CSF), la Copa Iberoamericana (CSF y RFEF), la Copa de Ferias (a instancias de la FIFA), la Copa Ibérica (RFEF y FPF) o la Copa Intertoto de la UEFA.

#### Torneos nacionales
Torneos nacionales en sus diferentes categorías de segunda, tercera, primera regional y regional preferente:
- Campeón de Segunda B (1): 2020/21.
- Campeón de Segunda B - Grupo IV (1): 1990/91.
- Campeón de Tercera División (7): 1944/45, 1945/46, 1952/53, 1964/65, 1966/67, 1985/86, 2009/10.
- Campeón de Primera Regional, Grupo I (1): 2012/13.
- Campeón de Regional Preferente, Grupo II (1): 2013/14.
- Subcampeón de la Copa de la Liga de Segunda B (1): 1984/85.
- Subcampeón de Segunda B (2): 1987/88, 1991/92.
- Subcampeón de Tercera División (2): 1943/44, 1986/87.

#### Torneos regionales
- Campeón del Campeonato Regional Extremeño o Copa Regional de Extremadura (5): 1933/34, 1939/40, 1940/41, 1941/42 y 1942/43.
- Campeón de la Copa de la Federación Extremeña de Fútbol (1): 2016 (y subcampeón en 2015).

#### Trofeos Amistosos (desde los años 60)
- Trofeo Ibérico de Fútbol (3): 1985, 1986 y 2017 (no confundir con la Copa Ibérica).
- Trofeo Luis Bermejo: (21) 1967, 1968, 1970, 1971, 1973, 1974, 1977, 1978, 1979, 1980, 1981, 1983, 1986, 1987, 1989, 1990, 1991, 1992, 1993, 1996, 2020.
- Trofeo Ciudad de Almendralejo: (5) 1974, 1979, 1992, 1999, 2013
- Trofeo Ciudad de Cáceres: (4) 1983, 2000, 2019, 2022
- Trofeo Ciudad de Mérida: (2) 1971, 1975
- Trofeo Villa de Leganés: (1) 1988
- Trofeo Alcarria: (1) 1998
- Trofeo Feria de Toledo: (1) 1999

#### Distinciones individuales de futbolistas
- Trofeo Zamora (Segunda División "A"):

Emilio López Fernández logró el Trofeo Zamora del Diario Marca como portero menos goleado de la (Segunda división) en la temporada (1996-97). Emilio encajó 22 goles en 36 partidos con un coeficiente de 0,61.

### Otros galardones y reconocimientos
- Placa de Plata de la Real Orden del Mérito Deportivo: 2008.
- Premio Extremeños de Hoy concedido por el Diario Hoy con motivo del Centenario del club: 2005.
- Recepción Oficial en el Palacio de la Zarzuela de S.A.R. el Príncipe de Asturias, con motivo del Centenario del Club: 2006.
- Concesión por parte del Ayuntamiento de Badajoz del nombre "Club Deportivo Badajoz" a una vía pública de la ciudad: 2010.

## Cronología de uniformes y patrocinadores

#### Evolución primer uniforme
| 1915 | 1936 | 1990 - 1994 | 1994 - 1995 | 1997 - 1998 | 1998 - 1999 | 1999 - 2000 | 2000 - 2001 |

| 2002 - 2003 | 2003 - 2005 | 2005 - 2006 | 2006 - 2007 | 2007 - 2008 | 2008 - 2009 | 2009 - 2011 | 2011 - 2012 |

| Periodo   | Firma deportiva | Patrocinador      | Otro(s) patrocinador(es)                    |
| --------- | --------------- | ----------------- | ------------------------------------------- |
| 1986-1987 | Puma            | Cafés Delta       | Ninguno                                     |
| 1990-1994 | Puma            | 'Caja Badajoz'    | Ninguno                                     |
| 1994-1995 | Luanvi          | 'Caja Badajoz'    | Ninguno                                     |
| 1995-1997 | Luanvi          | RSI Lubricantes   | Ninguno                                     |
| 1997-1998 | Puma            | RSI Lubricantes   | Ninguno                                     |
| 1998-1999 | Topper          | Parmalat          | Ninguno                                     |
| 1999-2000 | Joma            | Parmalat          | Ninguno                                     |
| 2000-2001 | Joma            | FuTVol.com        | Ninguno                                     |
| 2001-2002 | Bemiser         | FuTVol.com        | Ninguno                                     |
| 2002-2003 | Bemiser         | Financa           | Ninguno                                     |
| 2003-2005 | Elements        | 'Imagina Badajoz' | Intersport C. C. Conquistadores Urende      |
| 2005-2006 | Bemiser         | Unipromo          | Logo Centenario Los Riscos                  |
| 2006-2007 | Puma            | Sin patrocinador  |                                             |
| 2007-2008 | Movement        | Sin patrocinador  |                                             |
| 2008-2009 | Puma            | Sin patrocinador  |                                             |
| 2009-2010 | Elements        | Logo Centenario   |                                             |
| 2010-2011 | Elements        | 'Extremadura'     | Imagina Badajoz                             |
| 2011-2012 | Elements        | Sin patrocinador  | Fundación Jóvenes y Deporte Imagina Badajoz |

## Resultados históricos
- Badajoz-Cartagena FC (5–1, 28 de junio de 1992)
- Badajoz-UE Figueres (7–1, 14 de febrero de 1993)
- CD Leganés-Badajoz (2–6, 31 de octubre de 1993)
- Badajoz-Burgos CF (5–1, 21 de noviembre de 1993)
- FC Barcelona B-Badajoz (1–5, 20 de abril de 1996)
- Badajoz-Elche CF (5–0, 14 de septiembre de 1997)
- Badajoz-Sevilla FC (2–0, 22 de febrero de 1998)
- Córdoba CF-Badajoz (0–4, 22 de abril de 2000)
- Badajoz-Sevilla FC (Campeón de la UEFA 2006) (3-0, 25 de mayo de 2006). Partido del Centenario del CD Badajoz.
- Mérida UD-Badajoz (0-5, 13 de diciembre de 2009)
- Badajoz-Liverpool FC (Reserves) (1-0, 6 de mayo de 2010. Partido amistoso)

## Máximos goleadores de la historia
| Pos. | Jugador           | N.º Partidos | Goles. |
| ---- | ----------------- | ------------ | ------ |
| 1º   | 'Rafa Pozo'       |              | 107    |
| 2º   | 'Paco Herrera'    |              | 79     |
| 3º   | 'Isidoro'         |              | 72     |
| 4º   | 'Abilio'          |              | 69     |
| -    | Velázquez         |              | 69     |
| 6º   | Juan Muñoz Cerdá  |              | 56     |
| 7º   | Tapia             |              | 55     |
| -    | Juan Manuel López |              | 55     |
| 9º   | 'Macarro'         |              | 54     |
| -    | 'Elizondo'        |              | 54     |
| 11º  | 'Rodri'           |              | 49     |
| 12º  | 'Carlos Torres'   | 182          | 45     |
| 13º  | 'Paco Alegre'     |              | 44     |
| -    | Blázquez          |              | 44     |
| 15º  | Bravo             |              | 43     |
| 16º  | Marmesat          |              | 41     |

*Fuente: baluarteblanquinegro.com

## Presidentes
El Badajoz ha tenido destacados presidentes durante su dilatada, sufrida y exitosa trayectoria: el muy conocido conductor hoy en día presidente de San Lorenzo de Almagro, Marcelo Tinelli, Miguel Ávila, Augusto Marzal, Luis Bermejo, Francisco Reina, Jesús Carrillo, Antonio Ballesteros, Vicente Folgado, Antonio Guevara, Félix Castillo y Adelardo Rodríguez, entre otros.